# Richard Linsert
Richard Linsert (1899 - Berlín, febrero de 1933) fue un sexólogo y activista alemán.

## Biografía
Linsert creció en Múnich y allí realizó su formación de comerciante.
Se hizo miembro del Partido Comunista. Además, estaba activo en el Rotfrontkämpferbund, la organización paramilitar del Partido Comunista de Alemania. 
En Múnich, conoció a Kurt Hiller, que le consiguió un puesto de secretario ayudante de Magnus Hirschfeld en el Comité científico humanitario. A partir de 1926 fue nombrado secretario del Comité. A partir de entonces se hizo experto en la nueva ciencia del sexo y colaboró en la contrapropuesta del Entwurf des Sexualstrafrechts («Proyecto de código penal sexual») de 1927. En diciembre de 1929 Linsert abandonó el Comité y fundó, junto con los médicos Max Hodann, Bernd Götz y el jurista Fritz Flato, el Archiv für Sexualwissenschaft, que apenas tuvo relevancia. Entre 1929 y 1930 escribió junto con Magnus Hirschfeld libros sobre métodos anticonceptivos y los afrodisíacos. Además publicó en 1929 varios tomos sobre la prostitución masculina. En 1931 publicó una monografía titulada Kabale und Liebe.
Se considera a Peter Limann como su pareja. Limann era el segundo secretario del Comité científico humanitario. Linsert murió en Berlín en 1933 de una pulmonía mal curada.